# Futura

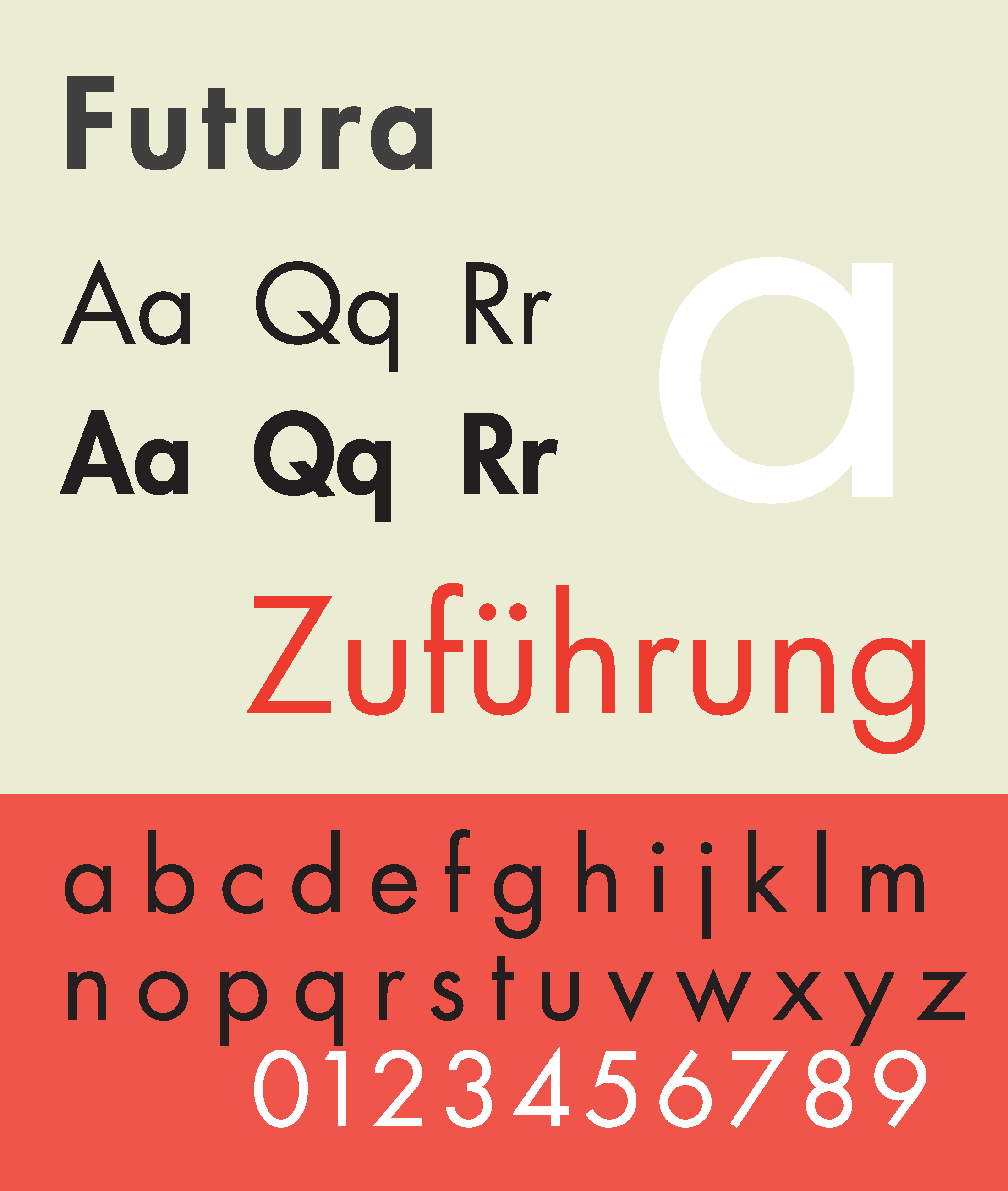
Futura

Futura, typsnitt som tecknades av den tyske formgivaren Paul Renner och marknadsfördes 1928 som "typsnittet för vår tid". Typsnitt baserade på Futura har använts av bland andra Ikea i Ikea-katalogen (Ikea Sans; sedan 2009 utbytt mot Verdana) och Opel i företagets bilmanualer (Opel Sans) samt sedan 1940-talet för Stockholms gatuskyltar.